# أزمة كوريا الشمالية (2013)

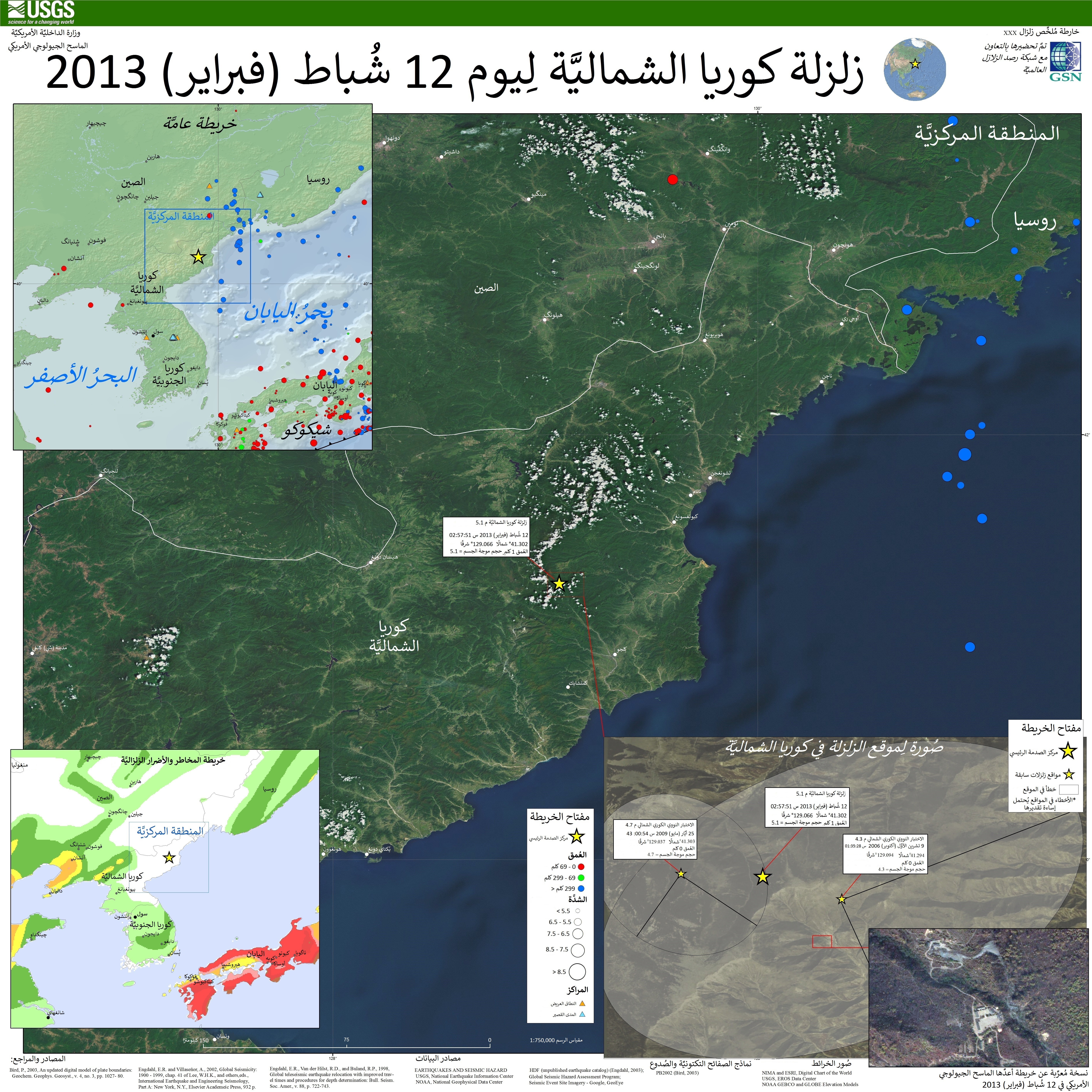
موقع التجربة النووية الكورية الشمالية 12 فبراير 2013 ، مما ساهم في زيادة التوتر في شبه الجزيرة الكورية.

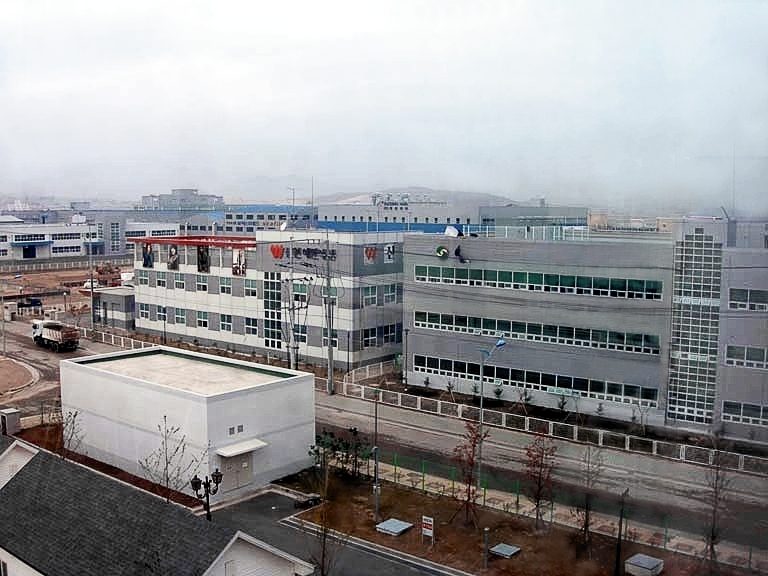
منطقة كيسونغ الصناعية التي تبعد خمسة كيلومترات فقط عن المنطقة الكورية المنزوعة السلاح

أزمة كوريا الشمالية 2013 هي توتر جاري بين كوريا الشمالية والولايات المتحدة واليابان، بدأت هذه الأزمة بإطلاق كوريا الشمالية القمر الصناعي كوانج ميونج سونج 3 وساهم في زيادة التوتر تجربة كوريا النووية في فبراير 2013.
وانتهت الأزمة باتفاق بين الكوريتين على إعادة فتح منطقة كيسونغ الصناعية بعد اجتماع بين مبعوثين في 10 سبتمبر 2013.
بدأت الحرب الكورية حربا أهلية في شبه الجزيرة الكورية بين عامى 1950-1953. كانت شبه الجزيرة الكورية مقسمة إلى جزئين شمالي وجنوبي، الجزء الشمالي يقع تحت سيطرة الاتحاد السوفيتي، والجزء الجنوبي خاضع لسيطرة الأمم المتحدة بقيادة الولايات المتحدة. كانت بداية الحرب الأهلية في 25 يونيو 1950 عندما هاجمت كوريا الشمالية كوريا الجنوبية وتوسع نطاق الحرب بعد ذلك عندما دخلت الأمم المتحدة بقيادة الولايات المتحدة، ثم الصين أطرافا في الصراع. انتهي الصراع عندما تم التوصل إلى اتفاق وقف إطلاق النار في 27 يوليو 1953.

## يناير وفبراير 2013
- 1 يناير: بمناسبة رأس السنة، كيم جونغ أون يخاطب الشعب رسميا عبر التلفزيون الكوري الشمالي ويقول في خطابه أنه يتمنى علاقات أحسن مع الجارة الجنوبية.[1]
- 12 يناير: كوريا الشمالية تقوم بتجربة نووية كورية شمالية التي أدينت بشدة من المجتمع الدولي، بعد ثلاثة أيام في 15 فبراير النظام الكوري الشمالي يعلم الصين بأن تقوم بتجربة أو بتجربتين أخررين في سنة 2013. وفي هذا الوقت وضعت كوريا الجنوبية قواتها المسلحة في أهبة الاستعداد وفي حالة الطوارئ. في حين وصف الرئيس الأمريكي باراك أوباما هذه العمليات الكورية الشمالية «بالإستفزازية» وإضعاف الإستقرار العام، وجاء في بيانه أن من واجباته الدفاع على سلامة الولايات المتحدة بكل شكل من الأشكال.[2] ولهذا أرسلت الولايات المتحدة طائرة مزودة بأجهزة استشعار لتحديد ما إذا البلوتونيوم أو اليورانيوم يتم استخدامه من قبل كوريا الشمالية.
- 24 يناير: كوريا الشمالية تهدد وتستهدف الولايات المتحدة بفضل أسلحتها النووية، وتدعوهم بأنهم «العدو اللدود للشعب الكوري الشمالي».[3]

## أبريل 2013
- 2 أبريل: الإعلان عن إعادة تشغيل مركز يونغبيون للأبحاث النووية العلمية.

## مايو 2013
- 1 مايو: المحكمة العليا الكورية الشمالية تدين الأمريكي «كينيث باي»(يبلغ من العمر 44 عاما، كان يزور مدينة راجين في شمال شرقي كوريا الشمالية خلال زيارة مدتها 5 أيام وتحتجزه الشرطة منذ وقتها) ب15 سنة من الأشغال الشاقة. ومن الغد، المتحدث الرسمي باسم وزارة الخارجية الأمريكية «باتريك فانترال» يدعو إلى الإفراج عنه في بيان رسمي: «نحن نحث السلطات في جمهورية كوريا الديمقراطية الشعبية لمنح العفو للسيد باي».
- 2 مايو: كوريا الشمالية تعلن أن المفاعل يونغبيونغ على وشك إعادة تشغيله في الأسابيع المقبلة.
- 3 مايو: قال تقرير صادر عن وزارة دفاع الولايات المتحدة مقدم في الكونغرس أن كوريا الشمالية هي أخطر تهديد للولايات المتحدة، وشدد بشكل خاص على الصواريخ الباليستية بعيدة المدى العابرة للقارات تايبودونج-2، التي يمكن لها حمل أغراض نووية يمكن أن تصل إلى الولايات المتحدة، وبالإضافة إلى ذلك، منعت الشرطة الكورية الجنوبية إطلاق تحذيرات إلى كوريا الشمالية، بعد تهديد السلطات الكورية الشمالية بإطلاق النار على المناطق المعنية.
- 5 مايو: الرئيسة الكورية الجنوبية باك كون هيه تزور الولايات المتحدة وتلتقي بالرئيس باراك أوباما لهدف وجود حل لهذه الأزمة، وفي نفس الوقت التقت الرئيسة بالأمين العام للأمم المتحدة السيد بان كي مون.
- 6 مايو: كوريا الشمالية تسحب صاروخين إثنين من نوع موسودان بي ام 25 من ساحلها الشرقي.
- 7 مايو: بنك الصين يلغي كل صفقاته ومعاملاته مع كوريا الشمالية بتعلة برنامجها النووي.
- 13 مايو: بدء مناورات تجريبية أمريكية كورية جنوبية على طول ساحل كوريا الجنوبية، إستنكرتها كوريا الشمالية بشدة.
- 15 مايو: بنك الصين للتعمير والبنك الزراعي الصيني والبنك الصناعي والتجاري الصيني توقف جميع معاملاتهم وصفقاتهم مع النظام الكوري، ويصبح بهذا أشد عملية مضادة من قبل الصين ضد حليفتها كوريا الشمالية. وبالإضافة إلى ذلك، رفضت كوريا الشمالية اقتراح كوريا الجنوبية بإجراء مفاوضات بشأن مستقبل منطقة كيسونغ الصناعية.
- 17 مايو: حسب تقرير لوكالة الأنباء الكورية الجنوبية، تملك كوريا الشمالية ضعف صواريخها التي يعرفها العالم، ما يساوي 50 متوسط المدى و150 قصير المدى، وليس 94 كما تظن سيول والبنتاغون.
- 18 مايو: كوريا الشمالية تطلق 3 صواريخ قصيرة المدى من ساحلها الشرقي في بحر اليابان، إثنين في الصباح وواحد في المساء.[4][5][6]
- 19 مايو: كوريا الشمالية تطلق صاروخ رابع قصير المدى من ساحلها الشرقي في بحر اليابان، هذا ما اعتبرته سيول «استفزازا خطيرا».[7]
- 20 مايو: كوريا الشمالية تطلق صاروخين أخرين واحد في الصباح وواحد بعد الزوال، من الساحل الشرقي في بحر اليابان.[8]
- 23 مايو: بعد أن بعث الرئيس الكوري الشمالي كيم جونغ أون مبعوثا إلى الصين [9]، قبلت كوريا الشمالية نصيحة الصين بالعودة إلى المحادثات السداسية.[10]

## يونيو 2013
- 8 يونيو: برنامج الأغذية العالمي يوافق على إعطاء مساعدات غذائية إنسانية لكوريا الشمالية تقدر ب 200 مليون دولار أمريكي على مدى سنتين تبدأ في 1 يوليو 2013.[11]
- 16 يونيو: كوريا الشمالية تدعو الولايات المتحدة لعقد محادثات رفيعة المستوى لتخفيف حدة التوتر في شبه الجزيرة الكورية بسبب المشروع النووي.[12]
- 21 يونيو: مندوب كوريا الشمالية لدى الأمم المتحدة سين سون هو يحذر من «نشوب حرب في أي وقت من الأوقات» مع الولايات المتحدة الأمريكية بسبب «السلوك الأمريكي المعادي» حسب قوله، وقال أيضا أن «أمريكا صعدت الموقف عبر تهديداتها» بشأن قضية السلاح النووي.[13]
- 22 يونيو: مندوب كوريا الشمالية لدى الأمم المتحدة يقول أنه «أدعو الولايات المتحدة إلى إلغاء العقوبات الاقتصادية المفروضة علينا» ويناشد الدول الأعضاء في الأمم المتحدة بألا ينفذوا قرارت الأمم المتحدة «بصورة عمياء»، ووصف القوات الأمريكية الموجودة في كوريا الجنوبية بأنها «السبب الرئيسي للشر».[14]
- 27 يونيو: الولايات المتحدة تعلن أنها فرضت عقوبات على بنك ديدونغ الإئتماني (DCB) الكوري الشمالي بسبب إعلان تضامنه ودعمه للبرنامج النووي للبلاد.[15]

## يوليو 2013
- 3 يوليو: كوريا الجنوبية تقترح على جارتها الشمالية استئناف المفاوضات لإعادة فتح منطقة كيسونغ الصناعية.[16]
- 4 يوليو: كوريا الشمالية توافق على إجراء المفاوضات مع جارتها الجنوبية حول إعادة فتح منطقة كيسونغ الصناعية الواقعة قرب الحدود بين البلدين ويذكر أن المنطقة كانت تشغل 53 ألف كوري شمالي في 126 مصنع كوري جنوبي.[17]
- 5 يوليو: استئناف عمل فريق معني بالتحقيق في انتهاكات حقوق الإنسان في كوريا الشمالية بجنيف تابع للأمم المتحدة، والذي استقبل عدد كبير من الشهود والمختصين وعلماء ومنظمات حول موضوع حقوق الإنسان في البلاد، ويتكون الفريق من ثلاثة مفوضين إلى جانب فريق دعم من تسعة مسؤولين من ذوي الخبرة في مجال حقوق الإنسان.[18]
- 9 يوليو: اليابان تعزز دفاعاتها على سواحلها مع كوريا الشمالية والصين بعد أن جاء في بيان لوزارة الدفاع اليابانية أن البلاد توجه تهديدات خطيرة لأمنها من جانب الصين وكوريا الشمالية، وفي نفس الوقت تجري اليابان مناورات عسكرية مع الولايات المتحدة لتقوية دفاعاتها.[19]
- 12 يوليو: بنك كوريا الجنوبية يقول أن كوريا الشمالية شهدت نموا ب1.3% سنة 2012 في ظل العقوبات المتزايدة والمفروضة عليها من قبل دول العالم وقد أبدأ البنك «إستغرابه» من هذا النمو تحت حصار دولي.[20]
- 18 يوليو: بنما تحتجز سفينة شحن كورية شمالية كانت قد غادرت كوبا وهي تحمل عدة أنواع من الأسلحة والرادارات، وبناء عليه طالبت كوريا الشمالية بنما بالإفراج الفوري عن سفينتها المحتجزة المحملة بالسلاح [21]، في حين قامت الأمم المتحدة بتجهيز فريق سيتوجه إلى بنما في 5 أغسطس 2013 لتفتيش السفينة الكورية الشمالية فيما أسمته «انتهاك محتمل للعقوبات التي تفرضها المنظمة الدولية على كوريا الشمالية» [22]، وردا على بنما والأمم المتحدة قالت كوريا الشمالية أن «حمولة السفينة شرعية وهي تعمل طبق القانون بإعادة تحديث أسلحة كوبية قديمة في كوريا ثم إعادتها إلى كوبا وهذا بموجب إتفاقية بين البلدين».[23]

- 17 يوليو: وزير الدفاع الأمريكي تشاك هاغل يأكد أن بلاده لن تشارك في أي محادثات سلام مع كوريا الشمالية «إذا تابعت طموحاتها النووية» [24]، بينما أعرب نائب الرئيس الأمريكي جو بايدن أن بلاده مستعدة لحوار حقيقي مع كوريا الشمالية إذا تخلت عن طموحاتها النووية.[25] ومن جهة أخرى أقرت الأمم المتحدة تزويد كوريا الشمالية بـ6 ملايين دولار من الدعم الطارئ بنهاية العام، من أجل معالجة النقص المالي في وكالات أممية موجودة في بيونج يانج.[26]
- 27 يوليو: كوريا الشمالية تقوم بأضخم إستعراض عسكري في تاريخها بمناسبة الذكرى الستين للهدنة الكورية.[27]

## أغسطس 2013
- 7 أغسطس: أعلن معهد العلوم والأمن الدولي الأمريكي أن كوريا الشمالية قد ضاعفت إنتاجها من اليورانيوم وجاء هذا في أحدث تقاريره عبر الأقمار الاصطناعية [28]، وقال المعهد أن كوريا ضاعفت إنتاجها مرتين في غضون أربعة أشهر أي سيصل إنتاج المعمل إلى 68 كغ من اليورانيوم وهو ما يكفي لصناعة ثلاث قنابل نووية سنويا.[29]
- 14 أغسطس: مبعوثين أحدهما كوري جنوبي وأخر كوري شمالي يضعان خطة بخمس نقاط حول إعادة فتح منطقة كيسونغ الصناعية وتحديد تاريخ الفتح في 16 سبتمبر 2013.[30] في حين دعت رئيسة كوريا الجنوبية باك كون هيه إلى إمكانية «بداية جديدة» في العلاقات بين الكوريتين.[31]

## ردود الفعل الدولية
- ألمانيا : وزير الخارجية الألماني غيدو فيسترفيله يقر بأن «يجب على الحكومة الكورية الشمالية التوقف عن اللعب بالنار» ويؤكد أن الحكومة الألمانية تعمل مع أصدقائها من أجل إيجاد حل مع بيونغ يانغ حتى «إنهاء تهديداتها والتخلي عن برنامجها النووي، مما يشكل انتهاكا للقانون الدولي».[32]
- أستراليا : وزير الخاجية الأسترالي بوب كار يقر بأن «الحكومة الكورية الشمالية تمثل خطرا حقيقيا على أمن وسلام ملايين السكان» وأنه من الضروري «فرض عقوبات جديدة».
- الصين : المتحدث الرسمي باسم وزارة الخارجية الصينية هونغ لاي يأمل أن «الطرفين سيعملان معا للخروج من هذا الضيق الحالي.» في حين طلبت الحكومة الصينية بالرجوع لطاولة المفاوضات تحت غطاء المحادثات السداسية (مجموعة من اللقائات بين 6 دول: الصين، كوريا الشمالية، كوريا الجنوبية، الولايات المتحدة، اليابان، روسيا).[33]
- كوريا الجنوبية : وزارة التوحيد تنشر معاهدة تؤكد فيها «إعلان كوريا الشمالية ليس تهديدا جديدا، ولكن استمرار لتهديداتها الاستفزازية.»
- كوبا : الزعيم السابق لكوبا فيدل كاسترو يدعو الطرفين إلى «ضبط لنفس»، ويصف الوضع بأنه «لا يصدق وسخيف» ويؤكد «أن الحرب لن تفيد أيّاً من الطرفين» ويضيف أنه «من أشد الأخطار بعد أزمة صواريخ كوبا منذ 50 سنة».[34]
- إسبانيا : وزير الشؤون الخارجية والتعاون الإسباني السيد خوسيه مانويل غارسيا مارغالو يعلن أن «الاتحاد الأوروبي يضع الضغط على كوريا الشمالية للتفاوض مع جميع البلدان في المنطقة للحفاظ على الأمن والاستقرار».
- الولايات المتحدة : كايتلين هايدن المتحدث الرسمي باسم مجلس الأمن القومي الأمريكي يقر بأن الولايات المتحدة «تأخذ هذه التهديدات على محمل الجد».
- فرنسا : الحكومة الفرنسية تطلب من كوريا الشمالية «وقف كل الإستفزازات» والامتثال إلى «التزاماتها الدولية والعودة بسرعة إلى مسار الحوار».[35]
- الفلبين : الحكومة الفلبينية تقول إنها كانت على استعداد لتقديم مساعدات عسكرية لكوريا الجنوبية.
- بيرو : في بيان تم إخراجه قالت الحكومة البيروفية أنها توافق «الحوار والتعاون بين كوريا الشمالية وكوريا الجنوبية واستئناف المحادثات السداسية حول القضية النووية في هذا الجزء من آسيا».[36]
- روسيا : وزارة الشؤون الخارجية الروسية طلبت من كوريا الشمالية والولايات المتحدة «ضبط النفس». وفي 8 أبريل قال الرئيس الروسي فلاديمير بوتين انه «قلق للغاية إزاء الوضع الذي يمكن أن يؤدي إلى كارثة أسوأ من تشيرنوبيل».[37]
- تونس : أدان بشدة رئيس الجمهورية التونسية المنصف المرزوقي بشدة تصرفات كوريا الشمالية، وعبّر عن إدانته «للتجربة، لما تشكله من خروج على مكسب دولي هام هو وجود الاتفاقيات الأممية التي تحرم التجارب النووية» ودعا المرزوقي الأسرة الدولية إلى «اتخاذ كل الإجرأت لردع كل انزلاق نحو مزيد من انتشار السلاح النووي وعقاب كل الأنظمة المارقة على الشرعية الدولية».[38]
- الفاتيكان : دعا البابا فرنسيس إلى «السلام والمصالحة» بمناسبة المباركة للعالم في عيد الفصح في 31 مارس.[39]